# Национальный фронт спасения Афганистана
Национальный фронт спасения Афганистана (араб. جبهة التحرير الوطني الأفغاني‎, перс. جبهه ملی نجات افغانستان‎) — афганская суннитская традиционалистская группировка моджахедов.
Группировка была в создана в 1979 году в городе Пешавар. Её основателем был пуштунский духовный лидер Себгатулла Моджаддеди. Ещё до ввода советских войск в Афганистан, начала борьбу с коммунистическим афганским правительством. Она действовала в провинциях Кунар и Пактия. В отличие от других группировок, она была достаточно умеренная.
В 1992 году в соответствии в Пешаварскими соглашениями, Себгатулла Моджаддеди стал президентом Афганистана. Он пробыл на этой должности 2 месяца.
Во время борьбы Талибана и Северного альянса, НФСА придерживалась нейтралитета, изредка критикуя талибов. В 2019 году умер Себгатулла Моджаддеди.
По социальному составу НФСА являлась группировкой улемов, старейшин племен, и бывших госслужащих, а по национальному — состоит в основном из пуштунов, а также дариязычных афганцев.
Численность группировки в 1980-е годы была около 8 тыс. человек.